# SN 2002do
SN 2002do – supernowa typu Ia odkryta 17 czerwca 2002 roku w galaktyce M+07-41-01. W momencie odkrycia miała maksymalną jasność 16,30m.